# (49109) Agnesraab
(49109) Agnesraab est un astéroïde de la ceinture principale.

## Description
(49109) Agnesraab est un astéroïde de la ceinture principale. Il fut découvert le 18 septembre 1998 à Lime Creek par Robert Linderholm. Il présente une orbite caractérisée par un demi-grand axe de 2,56 UA, une excentricité de 0,17 et une inclinaison de 14,3° par rapport à l'écliptique.

## Compléments